# Fèrebrianges
Fèrebrianges ist eine französische Gemeinde mit 136 Einwohnern (Stand: 1. Januar 2022) im Département Marne in der Region Grand Est (vor 2016 Champagne-Ardenne). Sie gehört zum Kanton Dormans-Paysages de Champagne und zum Arrondissement Épernay. Die Einwohner werden Prussiens genannt.

## Geografie
Fèrebrianges liegt etwa 52 Kilometer südsüdwestlich von Reims. Umgeben wird Fèrebrianges von den Nachbargemeinden Étoges im Norden und Osten, Vert-Toulon im Südosten sowie Congy im Süden und Westen.

### Bevölkerungsentwicklung
| Jahr                       | 1962 | 1968 | 1975 | 1982 | 1990 | 1999 | 2006 | 2011 | 2018 |
| -------------------------- | ---- | ---- | ---- | ---- | ---- | ---- | ---- | ---- | ---- |
| Einwohner                  | 242  | 229  | 214  | 175  | 150  | 159  | 172  | 179  | 144  |
| Quellen: Cassini und INSEE |      |      |      |      |      |      |      |      |      |

## Sehenswürdigkeiten

Kirche Saint-Médard

- Kirche Saint-Médard